# 黑石礁街道
黑石礁街道，是中华人民共和国辽宁省大連市沙河口区下辖的一个乡镇级行政单位。

## 行政区划
黑石礁街道下辖以下地区：
红星村社区、尖山社区、景山社区、凌水社区、由家社区、书香园社区、振华社区、共建社区和西南路社区。